# Строк, Феликс Николаевич
Фе́ликс Никола́евич Строк (23 октября 1931, Батурино — 20 февраля 2022) — советский, российский дипломат. Чрезвычайный и полномочный посланник 1 класса (14 сентября 1990).

## Биография
Окончил МГИМО МИД СССР в 1957 году и Пекинский институт внешней торговли в 1959 году. На дипломатической работе с 1960 года.
В 1970—1975 годах — первый секретарь Постоянного представительства СССР при ООН в Нью-Йорке.
В 1978—1981 годах — советник Постоянного представительства СССР при международных организациях в Вене.
В 1984—1985 годах — советник-посланник Посольства СССР в Таиланде.
В 1986—1990 годах — генеральный консул СССР в Шанхае (Китай).
С 14 сентября 1990 по 31 декабря 1992 года был чрезвычайным и полномочным послом СССР, затем Российской Федерации в Непале.
Похоронен в Москве на Востряковском кладбище.